# Histoire des religions

Chronologie de quelques religions, organigramme provenant de l'ouvrage de Baladier, Charles et Lapierre, Jean-Pie, (dir.), La petite encyclopédie des religions, Éditions du regard : Paris, 2000, 239 p.

L'histoire des religions fait partie des sciences humaines et sociales ayant pour objet d'étude les religions, définies ici comme un ensemble de croyances (parfois considérées comme révélées) de textes, pratiques rituelles et morales organisées dans un cadre social, et bénéficiant, le plus souvent, d'une reconnaissance officielle, permettant de relier un individu ou une communauté à une entité surnaturelle. Cette discipline fait son apparition officielle dans les universités, dans la seconde moitié du XIXe siècle.

## Définition
L’histoire des religions aborde les phénomènes religieux, dans une perspective historique mais aussi anthropologique, dans le temps et dans l'espace. Elle aborde les points de vue théologique ou confessionnel en les historicisant et en faisant abstraction des convictions individuelles. Elle est étroitement solidaire d'autres disciplines des sciences sociales comme l'ethnologie, la philologie et l'Histoire. À l'image de ses disciplines sœurs, l'histoire des religions est une science d'observation, reposant sur l'examen critique des données, ainsi que sur la comparaison.
Cette discipline est intimement liée à d'autres approches de recherche, comme les sciences des religions, l'anthropologie religieuse ou les religions comparées.

## Histoire
On peut remarquer quelques essais de religions comparées chez les auteurs grecs. Les Pères de l'Église vont continuer cette démarche, notamment pour prouver la supériorité du christianisme. Cette approche est encore sensible au moment de la découverte des Amériques.
Au XIXe siècle, l'histoire des religions devient une science humaine. Elle se distingue, dans un premier temps, des disciplines théologiques, même si celles-ci cultivent aussi une critique profonde de leurs traditions. Elle est marquée par les études orientalistes (Ernest Renan), l’anthropologie anglo-saxonne (William Robertson Smith, Edward Tylor, James George Frazer) et l’école sociologique française (Émile Durkheim, Marcel Mauss, Henri Hubert).
Dans un second temps, au XXe siècle, l’histoire des religions est influencée par les approches psychologiques (Sigmund Freud, Carl Gustav Jung, Károly Kerényi), phénoménologiques (Rudolf Otto, Mircea Eliade) ou par des figures incontournables de la mythologie comparée (Georges Dumézil) ou de l’anthropologie sociale (Claude Lévi-Strauss).
Aujourd'hui, l'exercice comparatiste et la perspective historico-anthropologique restent le plus souvent de rigueur. Notons, pour exemple, l'Encyclopédie des religions publiée sous la direction de Frédéric Lenoir et Ysé Tardan-Masquelier, ou encore le dictionnaire de François Bœspflug, Anne-Laure Zwilling et Thierry Legrand, Religions, les mots pour en parler : notions fondamentales en Histoire des religions, qui est une synthèse récente des travaux en termes de sciences des religions.
Partant d'une conception systémique des phénomènes religieux, L'Erreur de Mircea Eliade d’Albert Assaraf, paru en 2022, tente d'insérer l'histoire des religions dans un ensemble plus vaste : l'histoire du lien. Pour ce faire, l'auteur s’emploie à traduire en des termes relationnels les grands sujets de prédilection d’Eliade. Le sacré et son ambivalence, le symbolisme du centre, la non-homogénéité de l’espace, le retour au temps des origines, le retour périodique au Chaos, la mort-renaissance, l’initiation, le sacrifice, la coïncidence des contraires. Enfin, la structure eliadienne des symboles.

## Enseignement universitaire francophone
Plusieurs universités francophones dispensent des cours d'histoire des religions. C'est notamment le cas en Belgique (Université catholique de Louvain-la-Neuve), au Canada (Université du Québec à Montréal et Université Laval à Québec (ville)), en France (Université de Strasbourg, l'École pratique des hautes études et l'École des hautes études en sciences sociales) ou en Suisse (Universités de Genève, de Fribourg et de Lausanne).

## Périodiques
- Revue d'histoire des religions : https://journals.openedition.org/rhr/
- History of Religion : https://www.journals.uchicago.edu/toc/hr/current

## Musée
- Le musée national d'histoire de la religion, précédemment dénommé : musée national d'histoire de la religion et de l'athéisme du ministère de la culture de l'URSS, est un musée de Saint-Pétersbourg, en fédération de Russie. Vladimir Bogoraz en fut son premier directeur en 1932.